# Менкалінан
Менкалінан (лат. Menkalinan, β Aur / Бета Візничого), також HD40183 — друга за яскравістю зоря у сузір'ї Візничого, хімічно пекулярна зоря спектрального класу A1, що має видиму зоряну величину в смузі V приблизно 1,9. Вона розташована на відстані близько 82,1 світлового року від Сонця.

## Фізичні характеристики
Зоря HD40183 обертається порівняно повільно навколо своєї осі. Проєкція її екваторіальної швидкості на промінь зору становить Vsin(i)= 40 км/сек.

## Магнітне поле
Спектр даної зорі вказує на наявність магнітного поля в її зоряній атмосфері. Напруженість повздовжної компоненти поля оціненої з аналізу становить 100,8 ± 157,6 гаус.